# Eduard
Eduard je muško germansko ime i/ili prezime.

## Pozadina i značenje
Eduard pripada skupini engleskih imena s početnim slogom ed-. To je staroengleska riječ ead - u značenju posjed, blago, sreća, a drugi slog weard znači čuvar; doslovni prijevod imena bio bi čuvar posjeda.

## Imendan
- 5. siječnja

## Varijacije
- engleski: Edward, Eddy, Eddie, Ed
- njemački: Eduard, Eddie, Eddy
- francuski: Édouard
- portugalski: Eduardo, Duarte
- talijanski: Edoardo

## Poznati nositelji imena
- Edoardo Reja
- Eduardo da Silva
- Eduard Slavoljub Penkala